# Gustav Dorr
Gustav Dörr (5 de Outubro de 1887 - 11 de Dezembro de 1928) foi um piloto alemão que combateu na Primeira Guerra Mundial. Um dos pilotos mais velhos, abateu 35 aeronaves inimigas, o que fez dele um ás da aviação. Foi o melhor piloto da Jasta 45. Depois da guerra, veio a tornar-se num dos primeiros pilotos de aeronaves comerciais.